# Bourg-Saint-Pierre
Bourg-Saint-Pierre is een plaats in het Zwitserse kanton Wallis. Het is de laatste plaats in de Val d'Entremont gezien vanuit Martigny, het dal dat naar de Grote Sint-Bernhardpas leidt. De pas ligt in de gemeente Bourg-Saint-Pierre. Bourg-Saint-Pierre ligt aan de voet van de Grand Combin.
Toen in 1800 Napoleon met 30.000 man over de Grote Sint-Bernhardpas trok om de Oostenrijkers uit Lombardije te verdrijven, heeft hij in Bourg-Saint-Pierre overnacht.
Bourg-Saint-Pierre telt 194 inwoners.